# Termometro a gallio
Il termometro a gallio (o, più correttamente, termometro a galinstano) è un tipo di termometro a liquido per uso medico, commercializzato in Italia a partire da Aprile 2009, come alternativa al tradizionale termometro a mercurio.

## Accuratezza
Il termometro a gallio è più preciso del termometro digitale, nella misura della temperatura corporea dei bambini, come risulta dalle conclusioni di una ricerca italiana dell'Istituto di Ricovero e Cura a Carattere Scientifico (IRCCS) Burlo Garofalo di Trieste.

## Modalità d'uso
Il termometro a gallio si usa esattamente come si usava il termometro a mercurio: 
- sfrutta il fenomeno fisico della dilatazione termica dei corpi all'aumentare della temperatura
- funziona per il contatto tra il serbatoio di galinstano e la zona di cui si vuole misurare la temperatura
- il contatto deve essere mantenuto nella posizione di misura, per qualche minuto
- per fare una misura successiva, deve essere agitato con colpi secchi del braccio e del polso, in modo da rimandare il galinstano nel suo serbatoio contenitore, a bulbo

## Conformità standard di sicurezza
Il termometro a gallio è conforme alla direttive dell'Unione Europea nn. 2007/51/CE e 2007/47/EG e alla norma EN 12470-1:2000+A1 entrata in vigore nel giugno del 2009 la quale bandisce il termometro a mercurio per motivi di sicurezza. Registrato in Italia come dispositivo medico conforme allo standard CE 0373 e CE 0197.

## La sicurezza
Dato che il termometro a mercurio contiene un metallo pesante dannoso per l'uomo, è stato definito pericoloso per la salute e sostituito dal termometro a gallio composto da una lega (detta galinstan) di gallio, indio e stagno.